# TIMESLIP 黄金丸
『TIMESLIP 黄金丸』（タイムスリップおうごんまる）は、劇団☆新感線の舞台演目。
当時人気アイドルグループのribbon（永作博美、佐藤愛子、松野有里巳）の3人を起用した。